# Tinodes pluvialis
Tinodes pluvialis är en nattsländeart som beskrevs av Malicky in Sipahiler och Malicky 1987. Tinodes pluvialis ingår i släktet Tinodes och familjen tunnelnattsländor. Inga underarter finns listade i Catalogue of Life.